# Madhuca aristulata
Espèce
Statut de conservation UICN

 VU D2 : Vulnérable
Classification phylogénétique
Madhuca aristulata est une espèce de plantes à fleurs de la famille des Sapotaceae. C'est un petit arbre endémique à la Malaisie.

## Répartition
Endémique aux forêts denses humides de Malaisie péninsulaire. Il n'est connu que sur deux sites, l'un au Perak, l'autre au Kedah.

## Conservation
L'espèce est menacée par la déforestation.